# Saint-Marcel (Ain)
Saint-Marcel (auch: Saint-Marcel-en-Dombes) ist eine französische Gemeinde mit 1.300 Einwohnern (Stand: 1. Januar 2022) im Département Ain in der Region Auvergne-Rhône-Alpes. Sie gehört zum Kanton Villars-les-Dombes im Arrondissement Bourg-en-Bresse.

## Geografie

### Lage
Saint-Marcel liegt inmitten der Seenlandschaft der Dombes, etwa 34 Kilometer südsüdwestlich der Präfektur Bourg-en-Bresse.

### Nachbargemeinden
Umgeben wird Saint-Marcel von den Nachbargemeinden Lapeyrouse im Norden, Birieux im Osten, Montluel im Südosten und Süden, Saint-André-de-Corcy im Süden und Südwesten sowie Monthieux im Westen.

## Bevölkerungsentwicklung
| Jahr                       | 1962 | 1968 | 1975 | 1982 | 1990 | 1999 | 2006 | 2013 | 2021 |
| Einwohner                  | 232  | 200  | 209  | 274  | 786  | 1059 | 1184 | 1324 | 1261 |
| Quellen: Cassini und INSEE |      |      |      |      |      |      |      |      |      |

## Verkehr
Saint-Marcel hat einen Bahnhof an der Bahnstrecke Lyon-Saint-Clair–Bourg-en-Bresse und wird im Regionalverkehr von Zügen des TER Auvergne-Rhône-Alpes zwischen Lyon und Bourg-en-Bresse bedient.

## Sehenswürdigkeiten

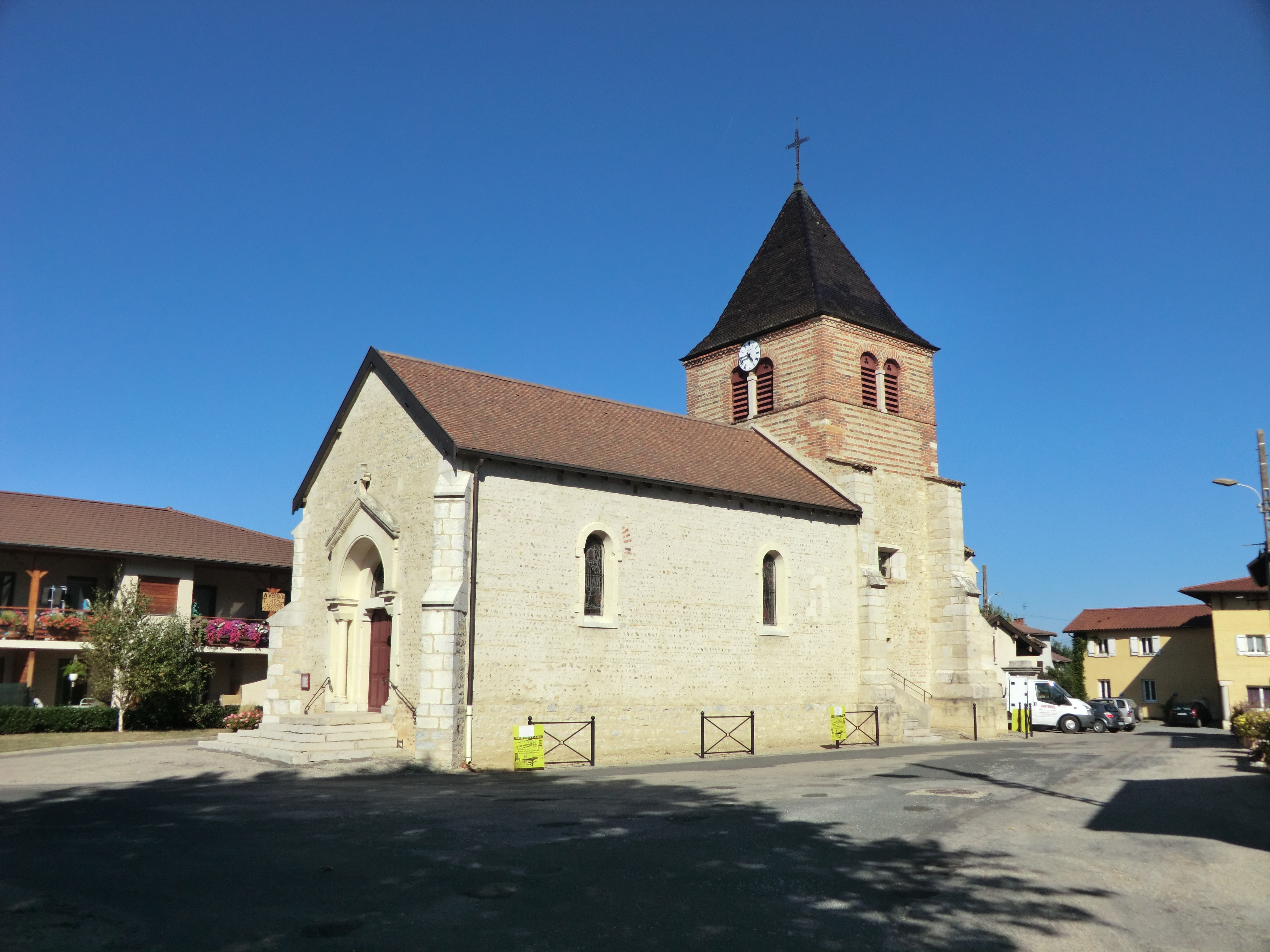
Kirche Saint-Marcel
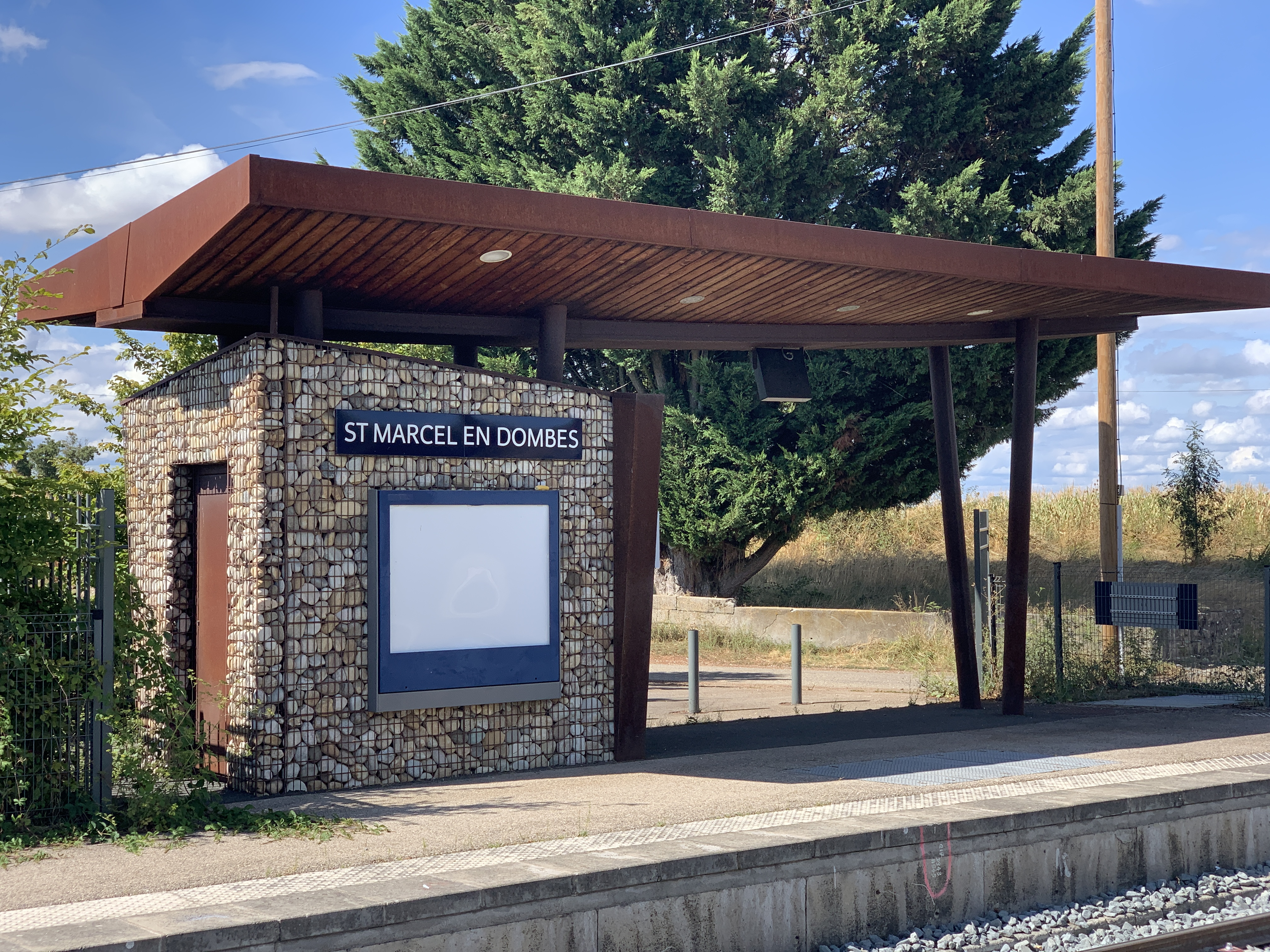
Bahnstation
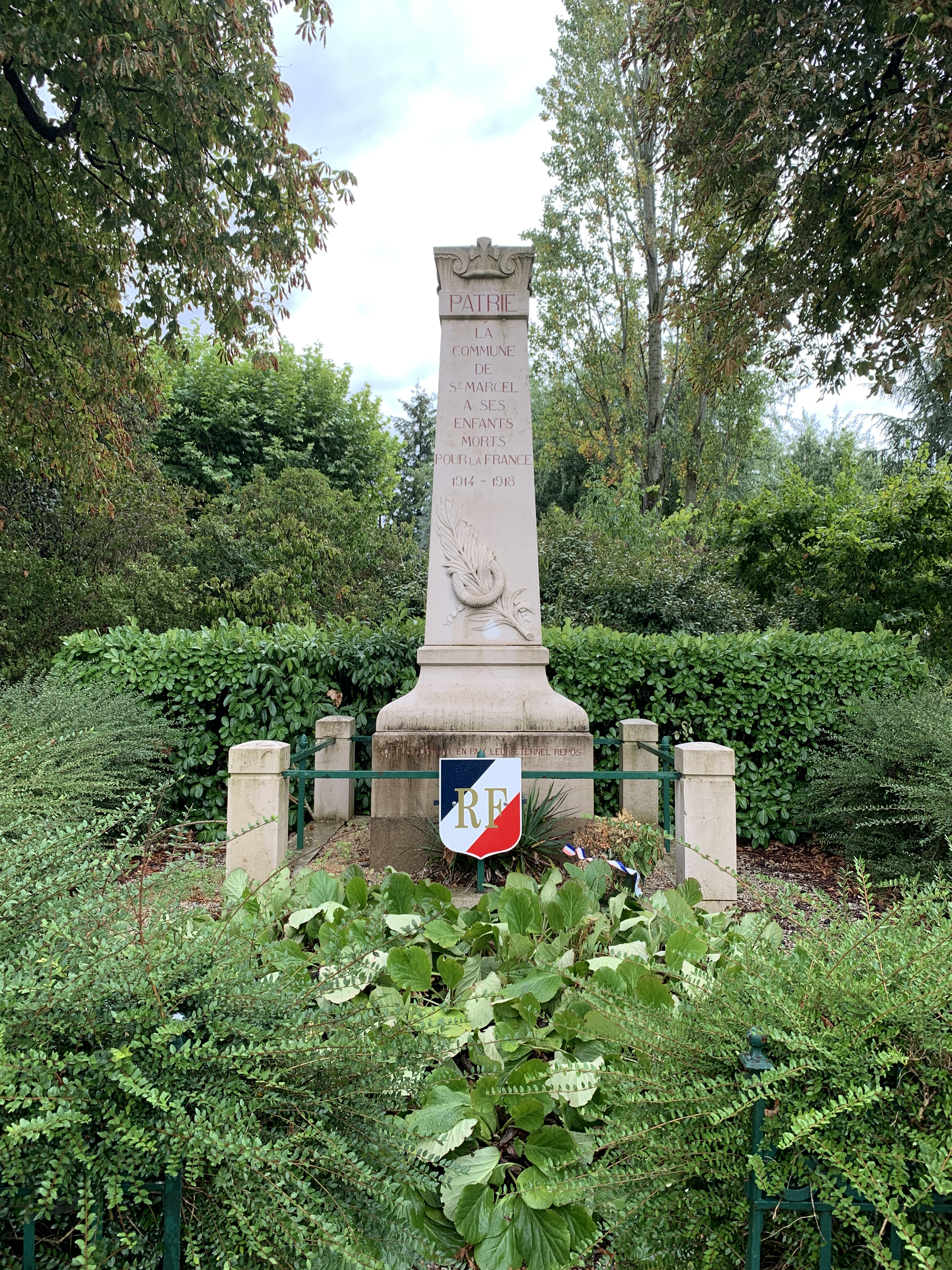
Gefallenendenkmal

- Schloss (Château Blanc)

- Kirche Saint-Marcel
- Bahnstation
- Gefallenendenkmal